# La Terroriste (film, 1999)
Pour les articles homonymes, voir La Terroriste.
Pour plus de détails, voir Fiche technique et Distribution.
La Terroriste (த டெரரிஸ்ட், Theeviravaathi: The Terrorist) ou Malli, le combat d'une vie est un film dramatique indien, réalisé par Santosh Sivan, sorti en 1999.
L'histoire du film relate celle de Malli, jeune femme terroriste, chargée de commettre un attentat suicide au cœur de l'Asie du Sud,,.

## Synopsis
Malli, jeune femme de 19 ans, est une révolutionnaire qui appartient à une fraction armée depuis la mort de son frère alors qu'elle était enfant. Combattante aguerrie et impitoyable, elle se porte volontaire pour commettre un attentat suicide contre un homme politique important. Lors du voyage et de la préparation de cette action, ses rencontres avec un enfant dont la famille a été décimée par les combats et avec un couple dont le fils unique est mort, l'amènent à repenser à sa propre existence. Touchée par leur douleur et l'affection qu'ils lui témoignent, elle réévalue douloureusement ses convictions.

## Fiche technique
Sauf indication contraire, les informations mentionnées dans cette section peuvent être confirmées par la base de données cinématographiques IMDb,  présente dans la section « Liens externes ».
- Titre : La Terroriste
- Titre alternatif : Malli, le combat d'une vie
- Titre original : த டெரரிஸ்ட் (Theeviravaathi: The Terrorist)
- Réalisation : Santosh Sivan
- Scénario : Santosh Sivan, Ravi Deshpande, Vijay Deveshwar
- Dialogues : C.K. Raajaa Chandra Sekar
- Direction artistique : Sethu Sriram
- Décors : Shyam Sunder
- Costumes : Anuradha
- Son : Subas Gujarathi
- Photographie : Santosh Sivan
- Montage : A. Sreekar Prasad
- Musique : Rajamani, Sonu Sisupal
- Sociétés de production : Moderne Gallerie Motion Picture, Wonderfilms
- Sociétés de distribution : Phaedra Cinema, Swift Distribution, Palisades Tartan, Key Films, Pathfinder Pictures
- Budget de production : 1 091 250 ₹
- Pays d'origine :  Inde
- Langue : Tamoul
- Format : Couleurs - 1,85:1 - DTS / Dolby Digital / SDDS - 35 mm
- Genre : Drame
- Durée : 95 minutes (1 h 35)
- Dates de sorties en salles : 
  -  France : 11 avril 2001

## Distribution
- Ayesha Dharker : Malli
- K. Krishna : l'amant de Malli
- Sonu Sisupal : le commandant
- Vishwas : Lotus
- Anuradha : Sumitra
- Bhavani : la vieille femme
- Parmeshwaran : Vasu
- Saravana : le traître
- Anna Durai : la photographe
- Bhanu Prakash : Perumal
- Shyam Sunder : l'officer de l'Armée
- Vishnuvardhan : Thyagu

## Autour du film

### Anecdotes
- La Terroriste s'inspire de l'assassinat du Premier ministre, Rajiv Gandhi, commis en 1991, bien qu'aucun élément du film n'y fasse clairement allusion.

## Distinctions
| Année | Distinction                                  | Catégorie                                          | Nom                      | Résultat   |
| ----- | -------------------------------------------- | -------------------------------------------------- | ------------------------ | ---------- |
| 1998  | Festival du film de Sundance                 | Meilleur film                                      | La Terroriste            | Lauréat    |
| 1998  | Festival international du film du Caire      | Meilleur réalisateur                               | Santosh Sivan            | Lauréat    |
| 1998  | Festival international du film du Caire      | Pyramide d'or du meilleur film                     | La Terroriste            | Lauréat    |
| 1998  | Festival international du film du Caire      | Meilleure contribution artistique pour une actrice | Ayesha Dharker           | Lauréat    |
| 1998  | National Film Awards                         | Meilleur montage                                   | A. Sreekar Prasad        | Lauréat    |
| 1998  | National Film Awards                         | Meilleur film en tamoul                            | A. Sriram, Santosh Sivan | Lauréat    |
| 1999  | Festival du film international de Cinémanila | Prix du grand jury                                 | Santosh Sivan            | Lauréat    |
| 2000  | Festival du film de Sarajevo                 | Prix du jury panorama du meilleur réalisateur      | Santosh Sivan            | Lauréat    |
| 2000  | Ale Kino+                                    | Meilleur réalisateur                               | Santosh Sivan            | Lauréat    |
| 2001  | Chlotrudis Awards                            | Meilleure actrice                                  | Ayesha Dharker           | Nomination |
| 2001  | Film Independent's Spirit Awards             | Meilleur film étranger                             | Santosh Sivan            | Nomination |
| 2001  | Phoenix Film Critics Society Awards          | Prix PFCS du meilleur film en langue étrangère     | La Terroriste            | Lauréat    |